# Giani Stuparich
Giovanni Domenico (Giani) Stuparich (Trst, 4. travnja 1891. – Rim, 7. travnja 1961.) bio je talijanski književnik. Otac mu je rodom s Lošinja. Djela su mu prevedena na njemački, češki, nizozemski, francuski, španjolski, hebrejski, engleski, hrvatski (Mornarska načela (Massime di marinaio), 1937.,Otok i druge priče (L'isola e altri racconti),2016.), mađarski, katalonski i portugalski. Djela su mu uprizorena u kazalištu, na radiju i na televiziji. Pisao je romane, pripovijetke, memoarske zapise i pjesme. Brat je Carla Stuparicha.
Rođen je u Trstu. Studirao je u Pragu i Firenci. Pisao je za La Voce Gisueppea Prezzolinija o Česima, Slavenima i situaciji u središnjoj Europi Austro-Ugarske. U I. svjetskom rat sudjelovao kao dragovoljac. Borio se na Krasu kod Monfalconea i poslije kod Monte Cengia. Bio je sottotenente 1. puku Granatiera di Sardegna (1º Reggimento "Granatieri di Sardegna"). 2. srpnja 1918. dobio je zlatnu medalju za vojničku hrabrost. Suprug glumice Elody Oblath. Predavao na liceju Dante Alighieri od 1921. do 1941. godine. Za fašističke vlasti odbio ući u stranku i sudjelovati na fašističkim manifestacijama, zbog čega je 1944. bio skupa sa suprugom interniran u Risieru di San Sabba. Oslobođen je nakon tjedan dana na intervenciju biskupa Antonia Santina i tršćanskog prefekta Bruna Coceanija. Pripadnik talijanskog pokreta otpora. Bio je u Komitetu nacionalnog oslobođenja.
Na Olimpijskim igrama 1948. osvojio je zlato na umjetničkim natjecanjima za djelo "La Grotta" ("Pećina").
na Wikiquoteu[neaktivna poveznica]

## Vanjske poveznice
- Profil na Databaseolympics
- Enciklopedija Treccani